# Lamøyna
Lamøyna est une île norvégienne du comté de Hordaland appartenant administrativement à Fonnes.

## Description
Verdoyante, elle s'étend sur environ 628 m de longueur pour une largeur approximative de 150 m. 